# からすと柿のたね
「からすと柿のたね」（からすとかきのたね）は、日本の歌。作詞・作曲：浜口庫之助。1966年10月 - 11月、NHKの歌番組「みんなのうた」で放送。

## 概要
歌はマイク真木、西六郷少年少女合唱団。
歌詞では、からすが食べて落とした柿の種が、8年後立派に育ち実をならしたという内容から、地球においての生命の循環を歌っている。
アニメーションは中原収一で、かわいらしい独特の映像を作成している。